# Publieksprijs voor het Christelijke Boek
De Publieksprijs voor het christelijke boek was een jaarlijkse prijs voor boeken (fictie en non-fictie) vanuit christelijk perspectief. Eind 2014 werd besloten deze prijs na 10 jaar stop te zetten. 
Organisatoren waren de Evangelische Omroep, Visie (EO), Nederlands Dagblad en de Brancheorganisatie voor het Christelijke Boeken- en Muziekvak (BCB). De prijs gold als de belangrijkste boekenprijs binnen deze kring. 
De procedure was als volgt. Eerst werden de nominaties bekendgemaakt: maximaal zes boeken die het jaar ervoor het best hadden verkocht (evenveel fictie als non-fictie). Vervolgens konden lezers via een aantal kanalen op hun favoriete boek uit deze selectie stemmen. Er was dus geen jury. Tot het laatste jaar 2014, was er slechts één enkele prijs voor Nederlandse fictie én non-fictie, maar in dat jaar zijn die eenmalig gesplitst en kwam er een categorie bij, zodat er uiteindelijk drie prijzen waren te verdelen: tevens voor vertaalde, buitenlandse fictie.

## Trivia
- Marianne Grandia en Joke Verweerd hebben beiden de prijs tweemaal gewonnen.
- Reinier Sonneveld werd als enige driemaal genomineerd (en won de prijs eenmaal).

## Winnaars
- 2005 - Joke Verweerd, Snoeitijd (fictie)
- 2006 - Reinier Sonneveld, Jutten (non-fictie)
- 2007 - Janne IJmker, Achtendertig nachten (fictie)
- 2008 - Guurtje Leguijt, Niemandsland (fictie)
- 2009 - Mattheus van der Steen, Durf te dromen (non-fictie)
- 2010 - Lisette van de Heg, Mara (fictie)
- 2011 - Els Florijn, Het meisje dat verdween (fictie)
- 2012 - Marianne Grandia, Witter dan Sneeuw (fictie)
- 2013 - Marianne Grandia, Lenteregen (fictie)
- 2014 - Joke Verweerd, Retour Rantepao (fictie), Gert van de Vijver, Kerst met de Zandtovenaar (non-fictie), Irma Joubert, Kronkelpad (vertaalde fictie)